# دان بوال
دان بوال (انگلیسی: Don Boal; ۲۰ سپتامبر ۱۹۰۷ – ۳۱ ژوئیهٔ ۱۹۵۳) قایقران روئینگ اهل کانادا بود.